# Museu d'Art de Birmingham
El Museu d'Art de Birmingham (Birmingham Museum & Art Gallery), també conegut amb les sigles de BMAG, és un museu i galeria d'art de Birmingham, Anglaterra.
BMAG té una col·lecció d'importància internacional que abasta belles arts, ceràmica, metall, joieria, arqueologia, etnografia, història local i història industrial.

## Història
El 1829 la Birmingham Society of Artists va establir un edifici d'exposicions privades a New Street, Birmingham.

## Oficines del museu
El Museu d'Art de Birmingham és una de les nou entitats operades pel Birmingham Museum Trust amb el nom de Birmingham Museums. Hi ha altres museus i organitzacions culturals associades:
- Aston Hall, a Aston, construït entre el 1618 i el 1635[1]
- Blakesley Hall, a Yardley, una casa Tudor[2]
- Museum Collection Center, el centre de col·lecció de museus de Birmingham[3]
- Museum of the Jewellery Quarter, un museu de joieria situat a Hockley[4]
- Sarehole Mill, a Hall Green, un molí d'aigua[5]
- Soho House, Handsworth, la casa de Matthew Boulton amb exposicions sobre la Lunar Society[6]
- Thinktank, Birmingham Science Museum, el museu de ciències naturals[7]
- Weoley Castle, al Château Weoley[8]

## Col·leccions
La galeria d'art és coneguda sobretot per la seva extensa col·lecció de pintures que van des del segle xiv fins al XXI. Inclouen l'obra del Prerafaelitisme i la col·lecció més gran d'obres d'Edward Burne-Jones al món.

### Antiguitats
La col·lecció inclou monedes des de l'antiguitat fins a l'edat mitjana, objectes de l'antiga Índia i Àsia central, l'antic Xipre i l'antic Egipte. El museu també té exposicions de la Grècia clàssica, l'Imperi Romà i l'Amèrica Llatina. Altres peces també tracten sobre l'art medieval.

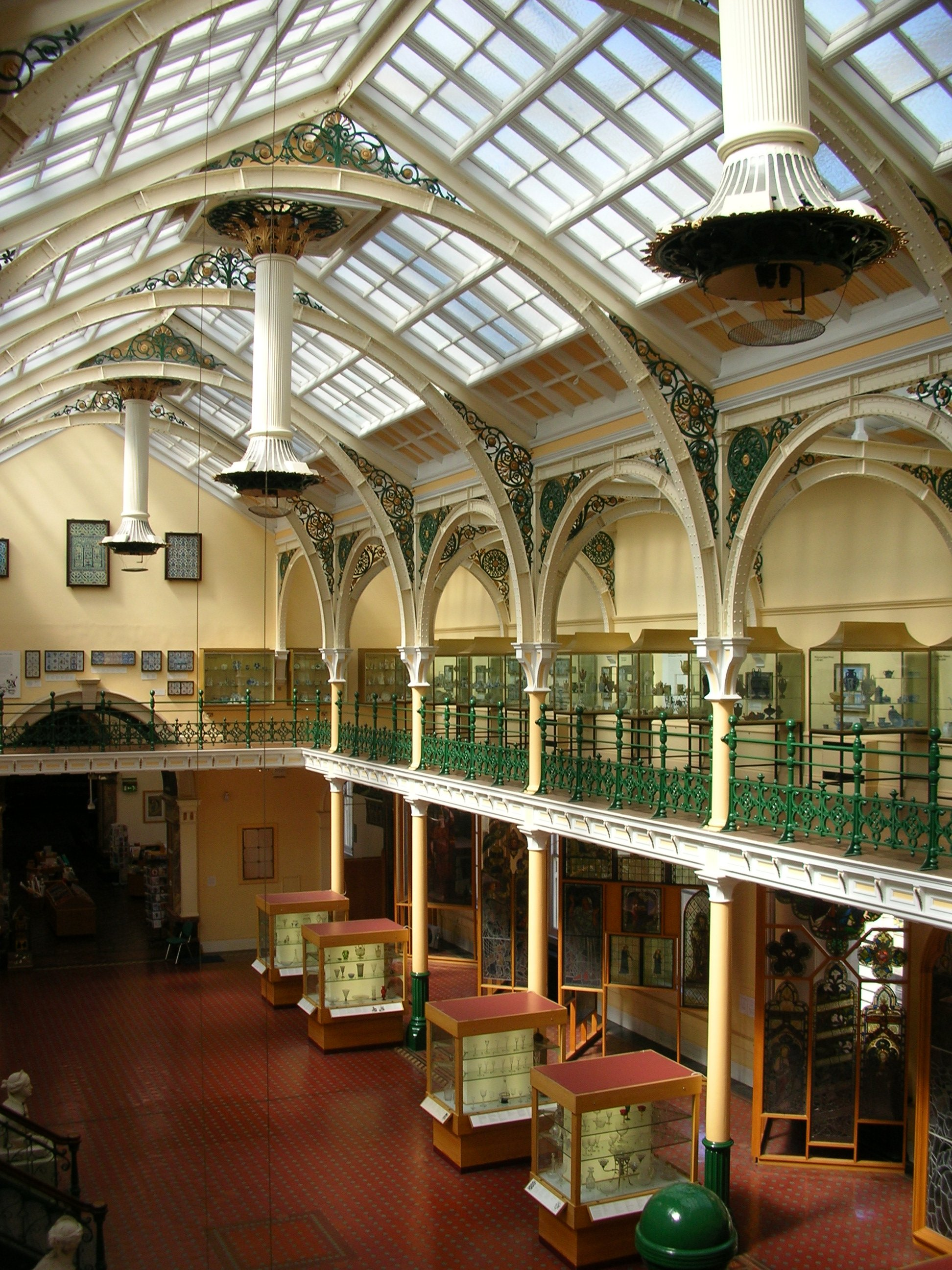
La galeria d'art original.

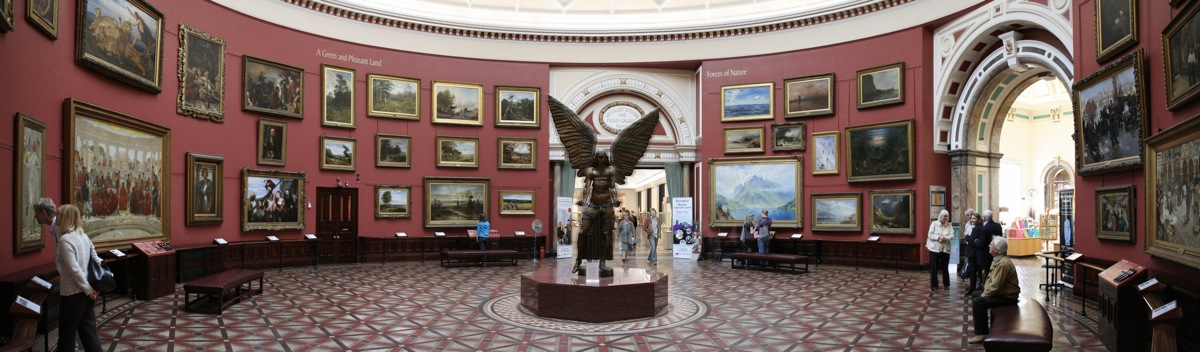
L'arcàngel Lucifer (1944-45) de Jacob Epstein a The Round Room.

## Obres
Entre les obres de la col·lecció, destacar:
- escola anglesa
  - Francis Bacon
  - John Constable
    - Study of Clouds - Evening, agost 31st, 1822, 1822[9]

  - David Cox
    - All Saints Church, Hastings, 1812[10]
    - All Saints Church, Hastings, 1812-1813[11]
    - Cottage Interior, Trossavon near Bettws-y-Coed, 1844-1847[12]
    - Crossing the Sands, 1848[13]

  - Thomas Gainsborough
    - Portrait of Lewis Bagot, Bishop of Bristol (1740-1802), 1770-1774[14]
    - Portrait of Sir Charles Holte (1721-82), 1770-1774[15]
    - Portrait of Isabelle Bell Franks (1769/70?-1855), non daté[16]

  - Patrick Heron
  - William Hogarth
    - Scene from John Gay's The Beggar's Opera, 1726-1728[17]
    - The Distressed Poet, 1733-1735[18]

  - Allen Jones
  - Sir Edwin Landseer
    - The Hunting of Chevy Chase, 1825-1826[19]

  - Peter Lanyon
    - Offshore, 1959[20]

  - Peter Lely
    - Portrait of Oliver Cromwell (1599-1658), 1653-1654[21]
    - Susanna And The Elders, 1645-1655[22]

  - Joseph Mallord William Turner
    - Carthage: Aeneas and Achates, 1825[23]
    - South View of Salisbury Cathedral, 1797-1798[24]
    - The Pass of Saint Gotthard, Switzerland, 1803-1804[25]

  - Stanley Spencer
    - Portrait of Mrs J Buchanan, vers 1942[26]

- Escola flamenca
  - Petrus Christus
    - Christ as the Man of Sorrows, vers 1450[27]

  - Pierre Paul Rubens
    - King James the First Uniting England and Scotland, vers 1632-1633[28]

- Escola francesa
  - Georges Dufrénoy
  - Gaspard Dughet
    - Paisatge clàssic, entre 1650 i 1660[29]

  - Claude Lorrain
    - Escena de la costa amb l'embarcament de Sant Pau, 1653-1655[30]
    - Paisatge prop de Roma amb vista del Ponte Molle, 1645[31]

- Impressionistes
  - Edgar Degas
    - Una dona captaire romana, 1857[32]

  - Camille Pissarro
    - Le Pont Boieldieu a Rouen, Soleil Couchant, 1896[33]

  - Pierre-Auguste Renoir
    - St Tropez, França, 1898-1900[34]

- Escola alemanya
  - Johan zoffany
    - Retrat dels nens contundents, 1766-1770[35]

- Escola italiana
  - Pompeo Batoni
    - Retrat de la duquessa Sforza Cesarini († 1765), 1760-1770[36]

  - Giovanni Bellini
    - Madonna i el nen entronitzats amb sants i donants, 1505[37]

  - Sandro Botticelli
    - La descendència de l'Esperit Sant, 1495-1505[38]

  - Giovanni Antonio Canal, conegut com Canaletto
    - Castell de Warwick, front est des del pati, 1752[39]
    - Castell de Warwick, front est des de la tribuna exterior, 1748-1752[40]
    - Al·legòrica tomba de Lord Somers[41]

  - Giuseppe Crespi
    - Girl Holding a Dove, 1690-1700[42]

  - Carlo Dolci
    - Sant Andreu pregant abans del seu martiri, 1643[43]

  - Benvenuto Tisi, conegut com Il Garofalo
    - L'agonia al jardí, 1524[44]

  - Orazio Gentileschi
    - Descansa en la fugida cap a Egipte, 1615-1620[45]

  - Francesco guardi
    - Venècia - Santa Maria delle Salute and the Dogma, 1760-1790[46]

  - Giovanni Francesco Barbieri, conegut com a Guercino
    - Erminia i el pastor, 1619-1620[47]

  - Simone Martini
    - Un sant amb un llibre, 1330-1344[48]

  - Guido Reni
    - Retrat d'una dona, potser Artemisia o Lady amb un bol de Lapis Lazuli, 1638-1639[49]

  - Salvator Rosa
  - Andrea Schiavone
    - L'execució de Sant Joan Baptista, 1540-1563[50]

  - Bernardo Strozzi
    - Retrat d'un noble genovès, 1610-1615[51]

- Escola espanyola
  - Bartolomé-Esteban Murillo
    - Visió de Sant Antoni de Pàdua, 1650-1670[52]

- Escola holandesa
  - Jan van Goyen
    - Una escena fluvial, 1642[53]

  - Willem van de Velde el Jove
    - El vaixell anglès Hampton Court in a Gale, 1679-1681[54]

## Galeria

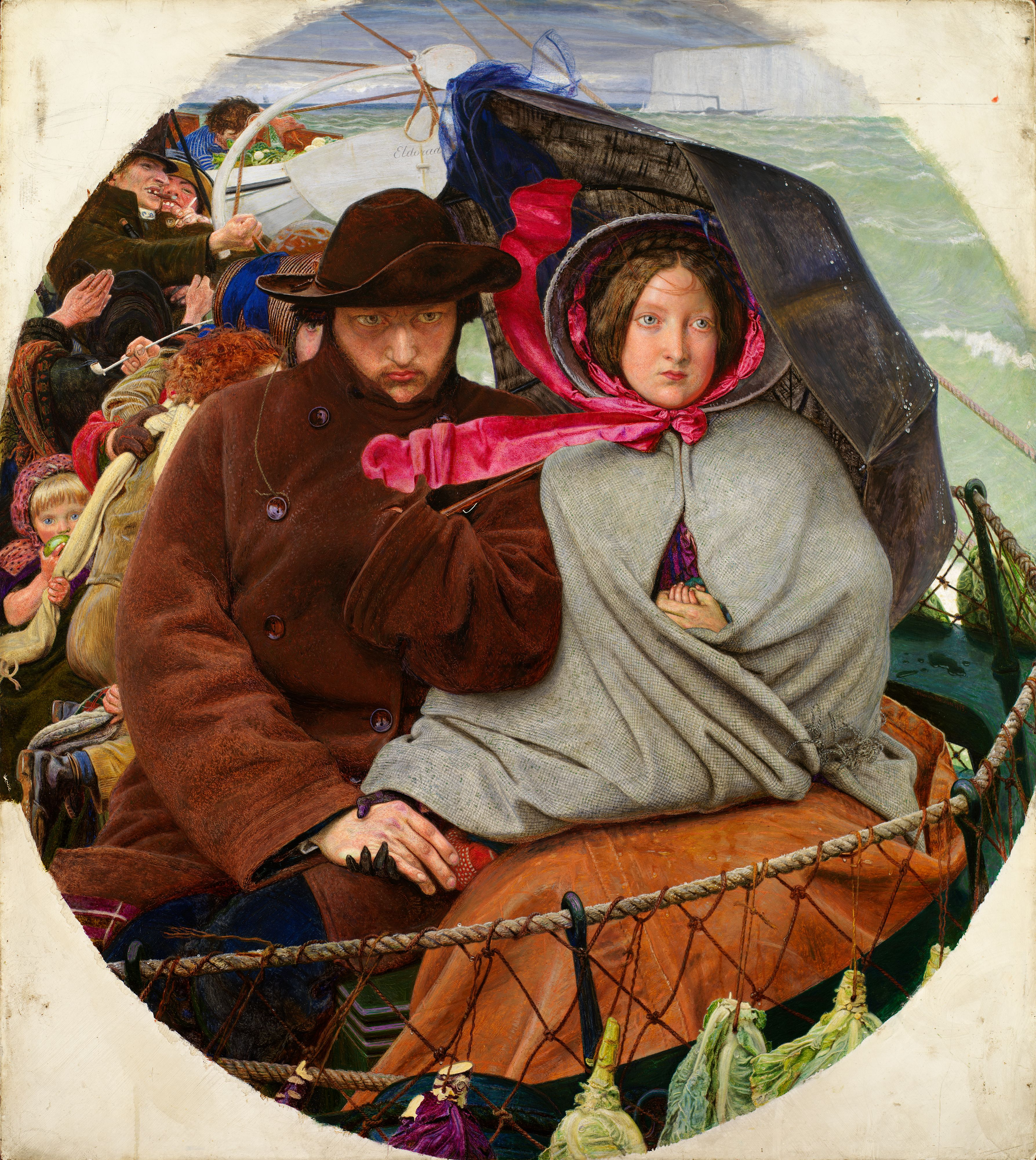
Adéu a Anglaterra de Ford Madox Brown.
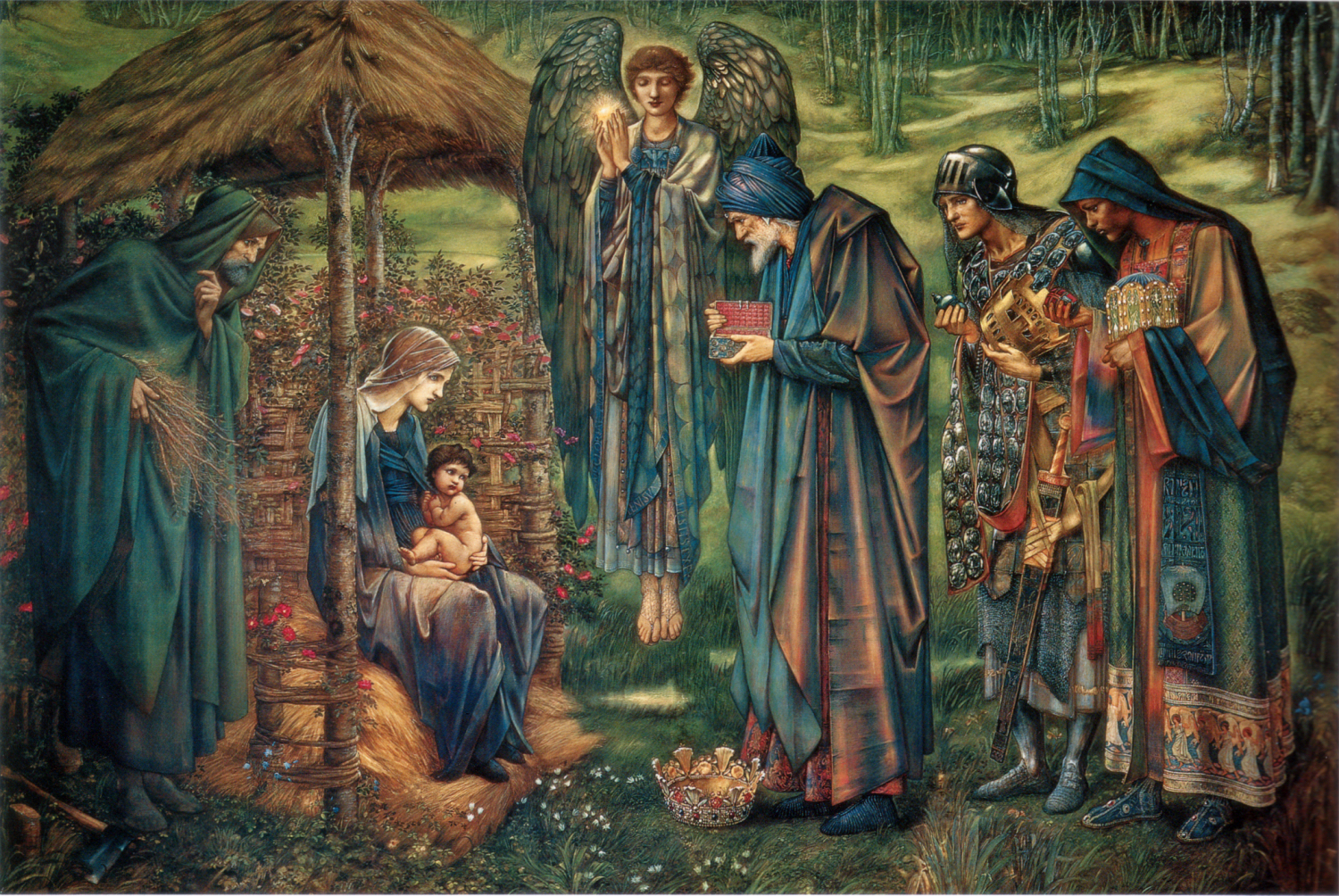
Estrella de Betlem d'Edward Burne-Jones.
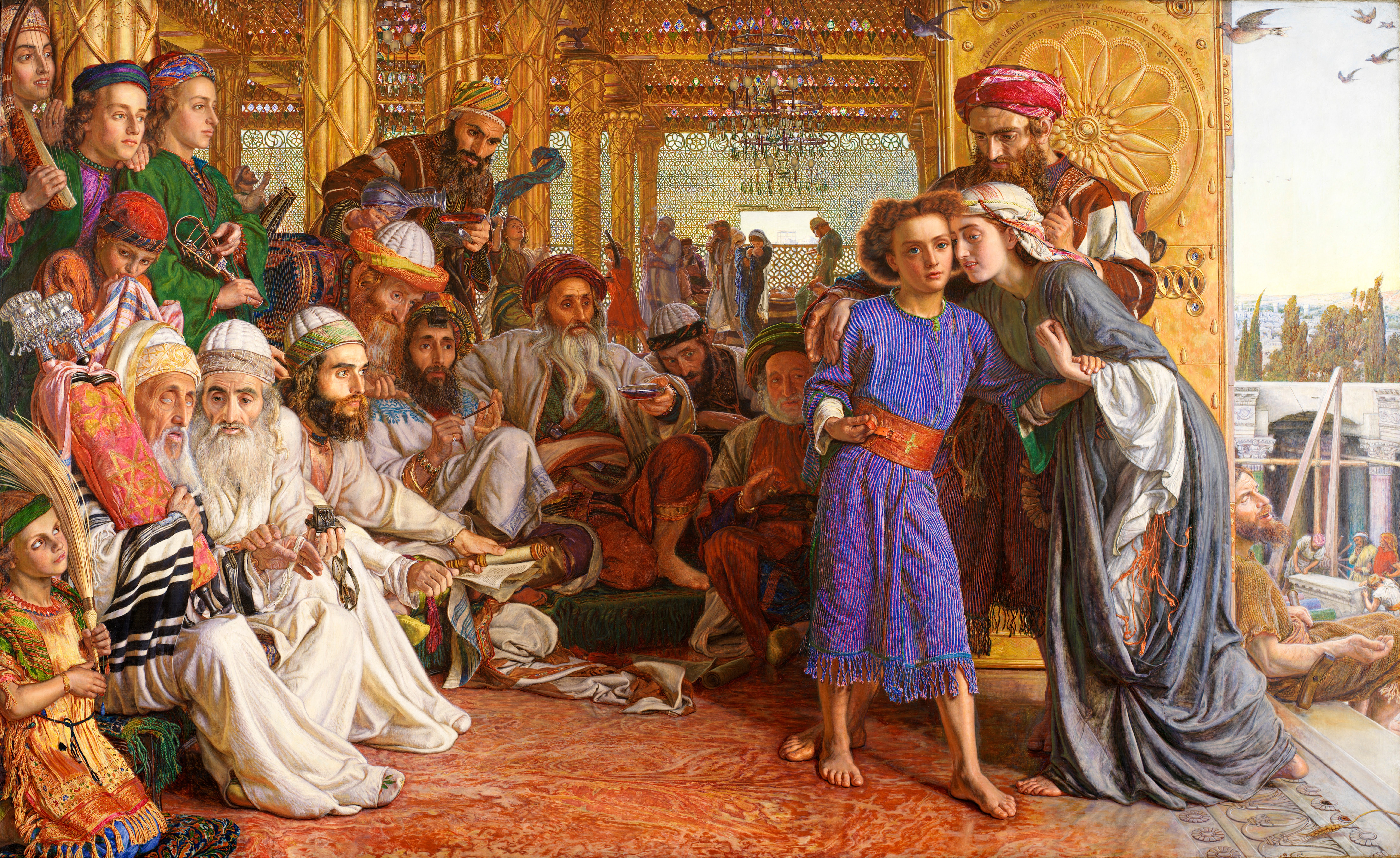
Descobriment del Salvador al temple per William Holman Hunt
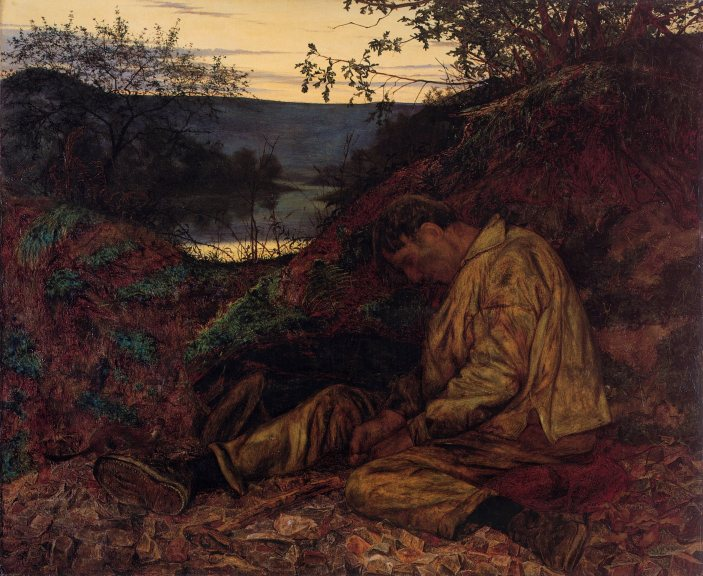
The Stonebreaker
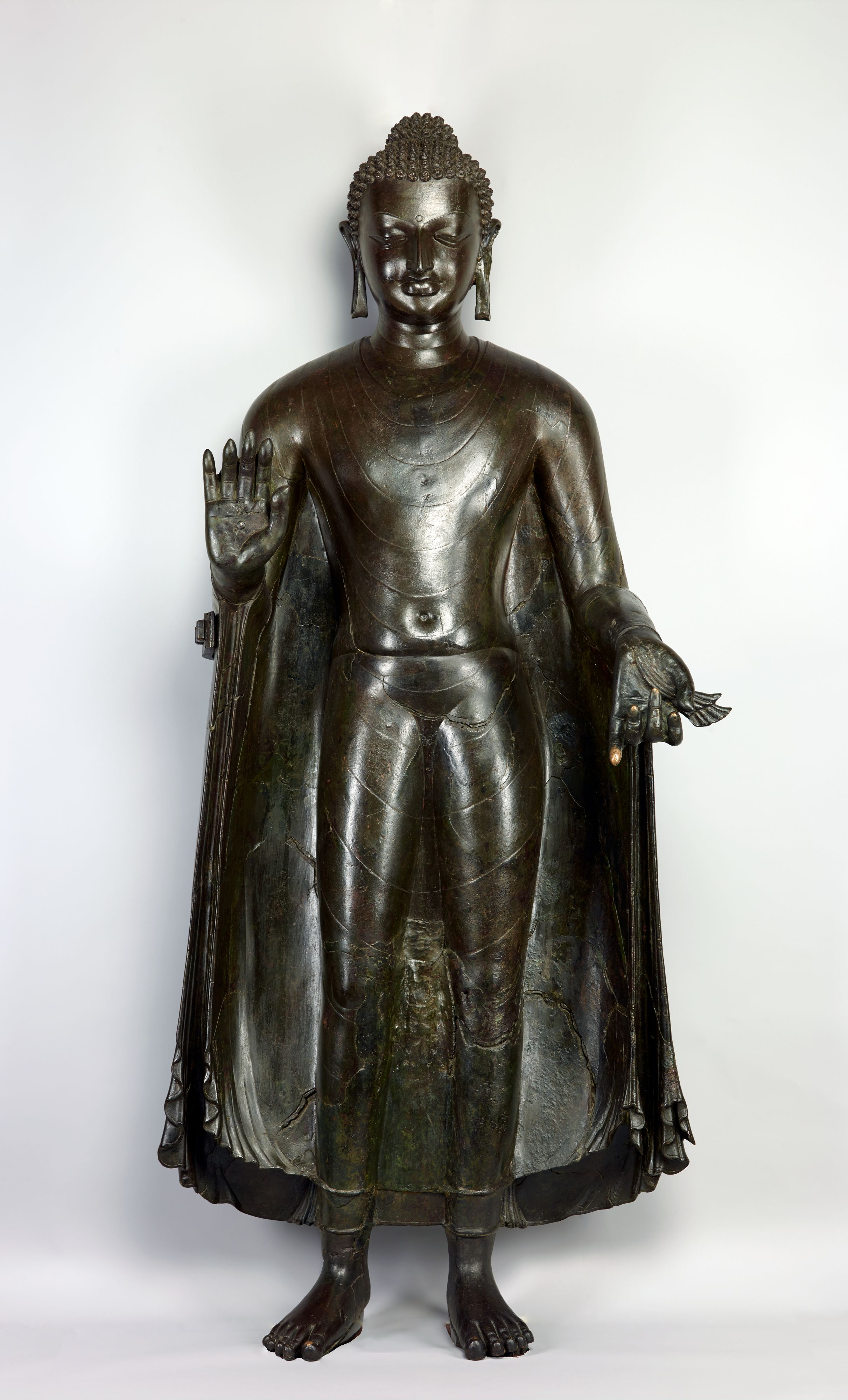
El Sultanganj Buddha
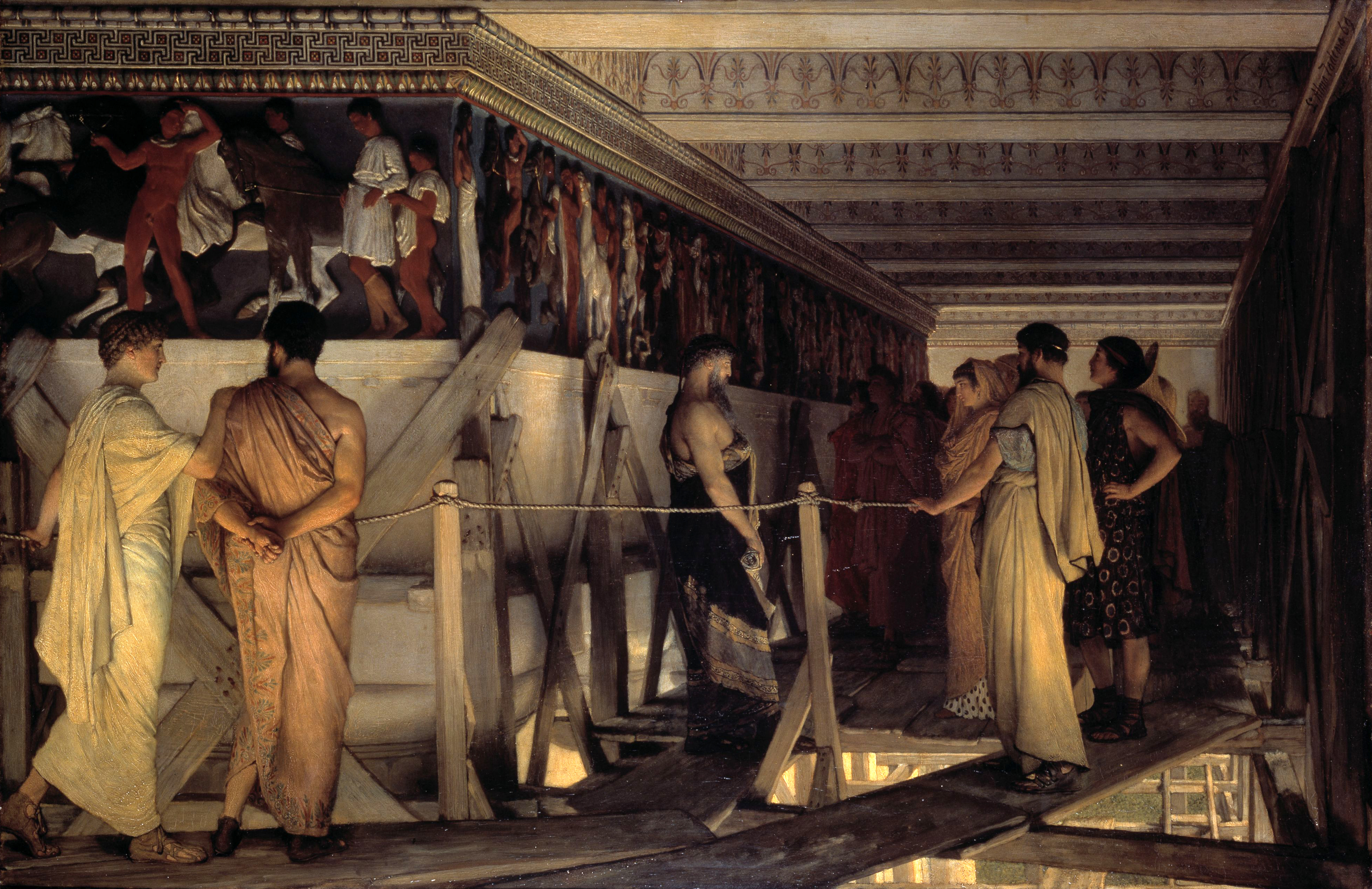
Fídies mostrant el fris del Partenó als seus amics de Lawrence Alma-Tadema.
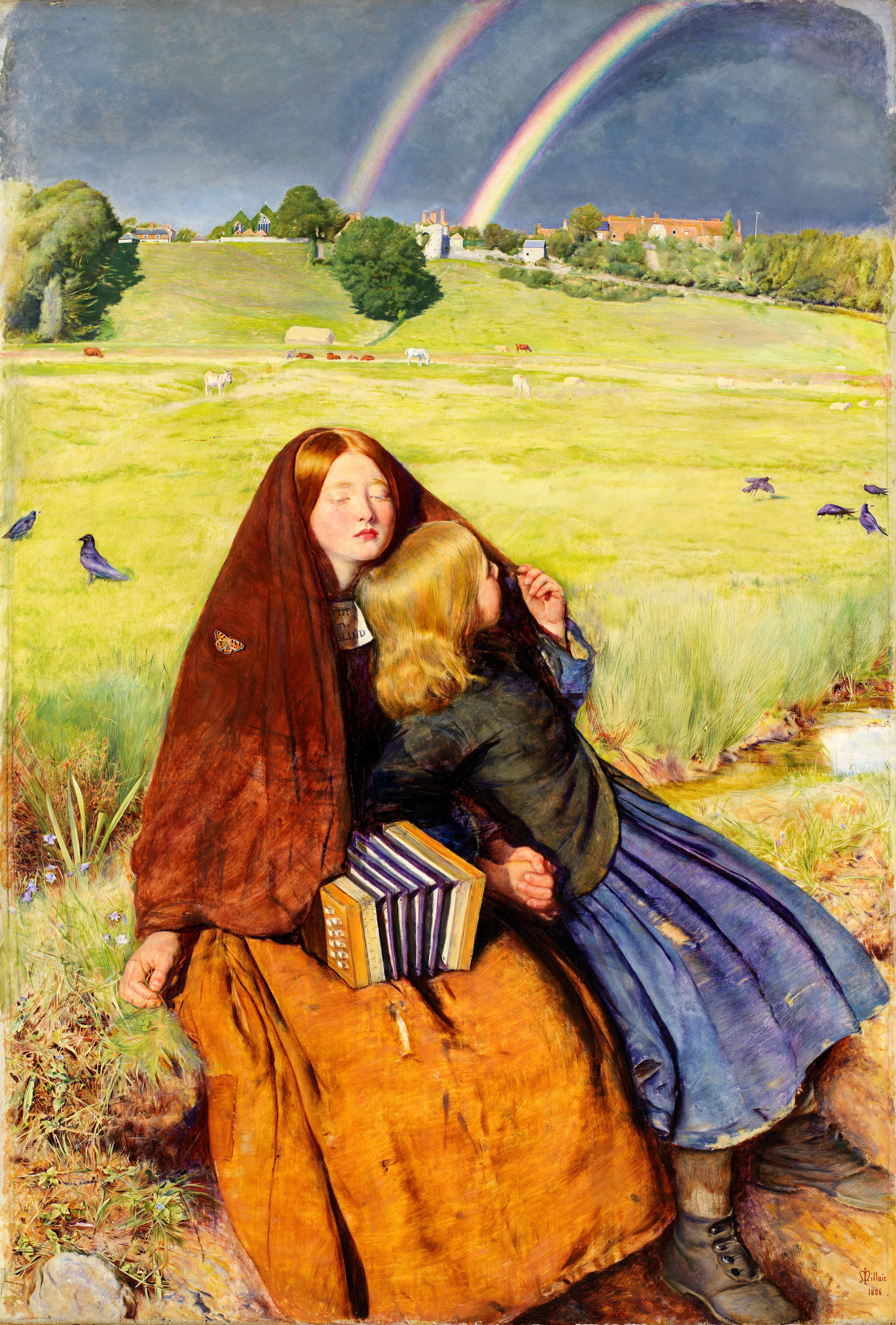
La noia cega de John Everett Millais.